# 姚祖同
姚祖同（1762年—1842年），字秉璋，又字亮甫。清朝浙江钱塘（今杭州市）人。
乾隆四十九年，乾隆帝南巡召试赐举人。授内阁中书，充军机章京，官至兵部郎中、侍读学士、鸿胪寺卿。嘉庆二十年，出为河南布政使，改任山西布政使、直隶布政使，擢升为安徽巡抚、河南巡抚。疏浚直隶河道；督治黄河仪封、马营坝工程，勘察湖北王家营堤工，请停缓河南河工加价三年。道光初年，因河防费用事受过，召还。不久，又历任陕西按察使、广东按察使，官至左副都御史。在河防、水利、营伍等方面均能悉心筹划。道光二十二年去世。